# Lesquin
Lesquin is een gemeente in het Franse Noorderdepartement (Frans: département du Nord) (regio Hauts-de-France). De gemeente telde op 1 januari 2022 9.356 inwoners en maakt deel uit van het arrondissement Rijsel.

## Geografie
De oppervlakte van Lesquin bedroeg op 1 januari 2022 8,41 vierkante kilometer; de bevolkingsdichtheid was toen 1.112,5 inwoners per km².

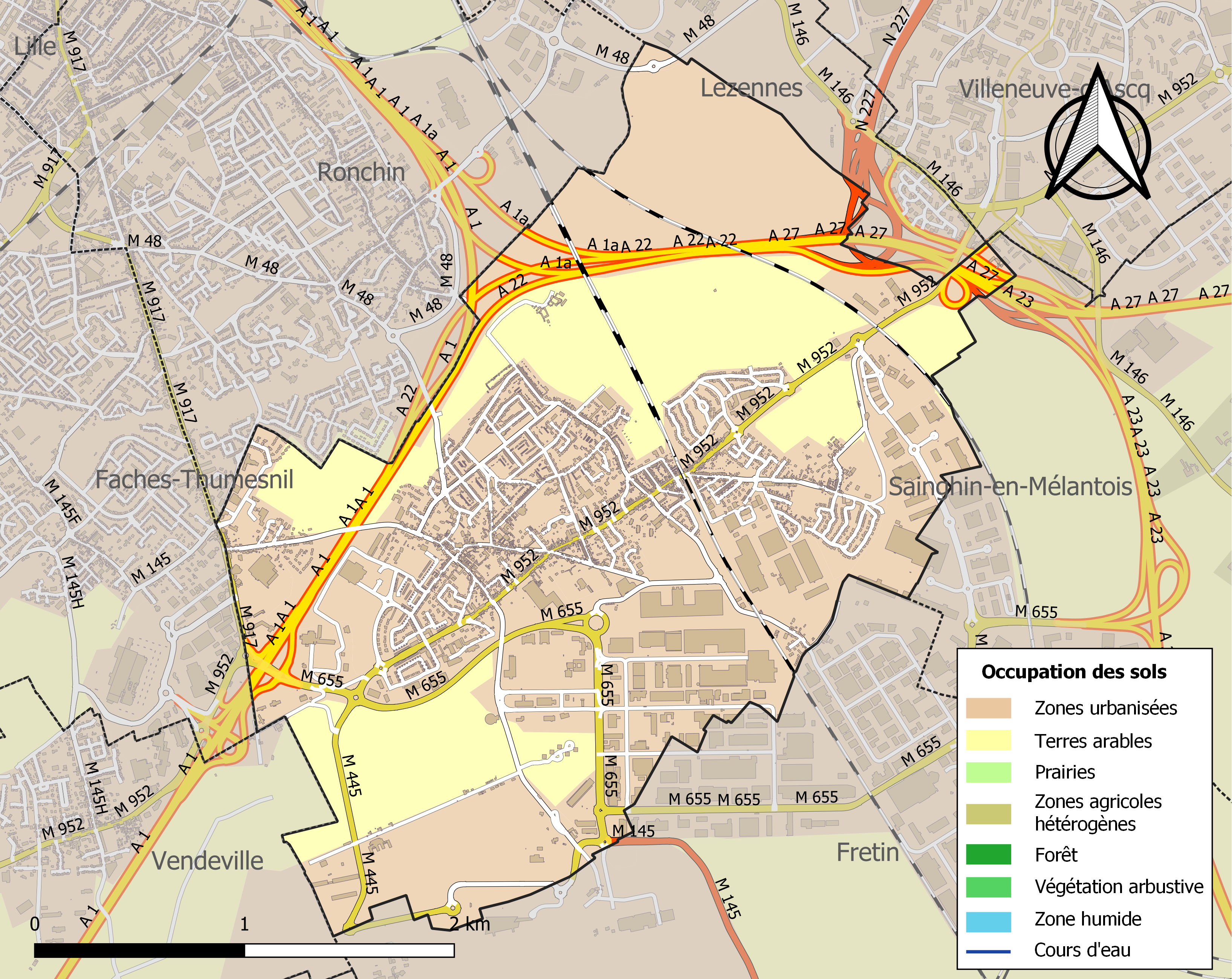
Kaart van de gemeente met belangrijkste infrastructuur, bodemgebruik en omliggende gemeenten

## Bezienswaardigheden
- De Église Saint-Barthélémy
- Op de gemeentelijke begraafplaats van Lesquin bevinden zich 14 Britse oorlogsgraven uit de Tweede Wereldoorlog.

## Demografie
Onderstaande figuur toont het verloop van het inwonertal (bron: INSEE-tellingen).

## Verkeer en vervoer
In de gemeente ligt spoorwegstation Lesquin.
Door het westen van de gemeente loopt de autosnelweg A1/E17, die er een op- en afrit heeft. In het noorden van Lesquin sluit de snelweg A27/E42 aan op de A1.

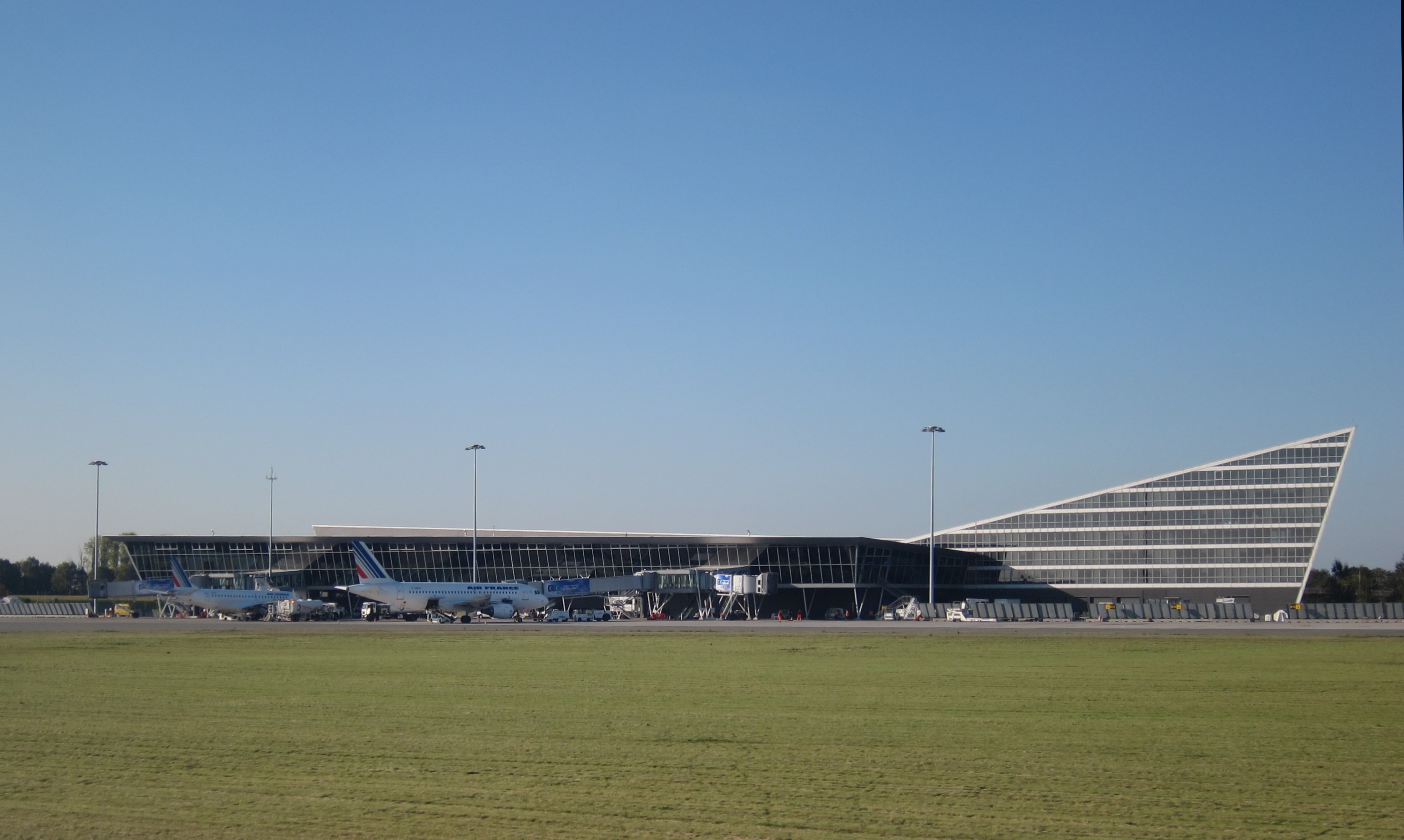
Terminalgebouw

In het zuiden van Lesquin ligt deels op het grondgebied van de gemeente de luchthaven van Rijsel, ook wel Aéroport de Lille-Lesquin genoemd.

## Geboren
- Vanessa Boslak (1982), polsstokspringster
- Pierrick Capelle (1987), voetballer
- Kevin Vandendriessche (1989), voetballer